# Volkswagen Scirocco I
La Volkswagen Scirocco I è un'autovettura prodotta dalla casa automobilistica tedesca Volkswagen dalla primavera del 1974 al 1981.

## Storia

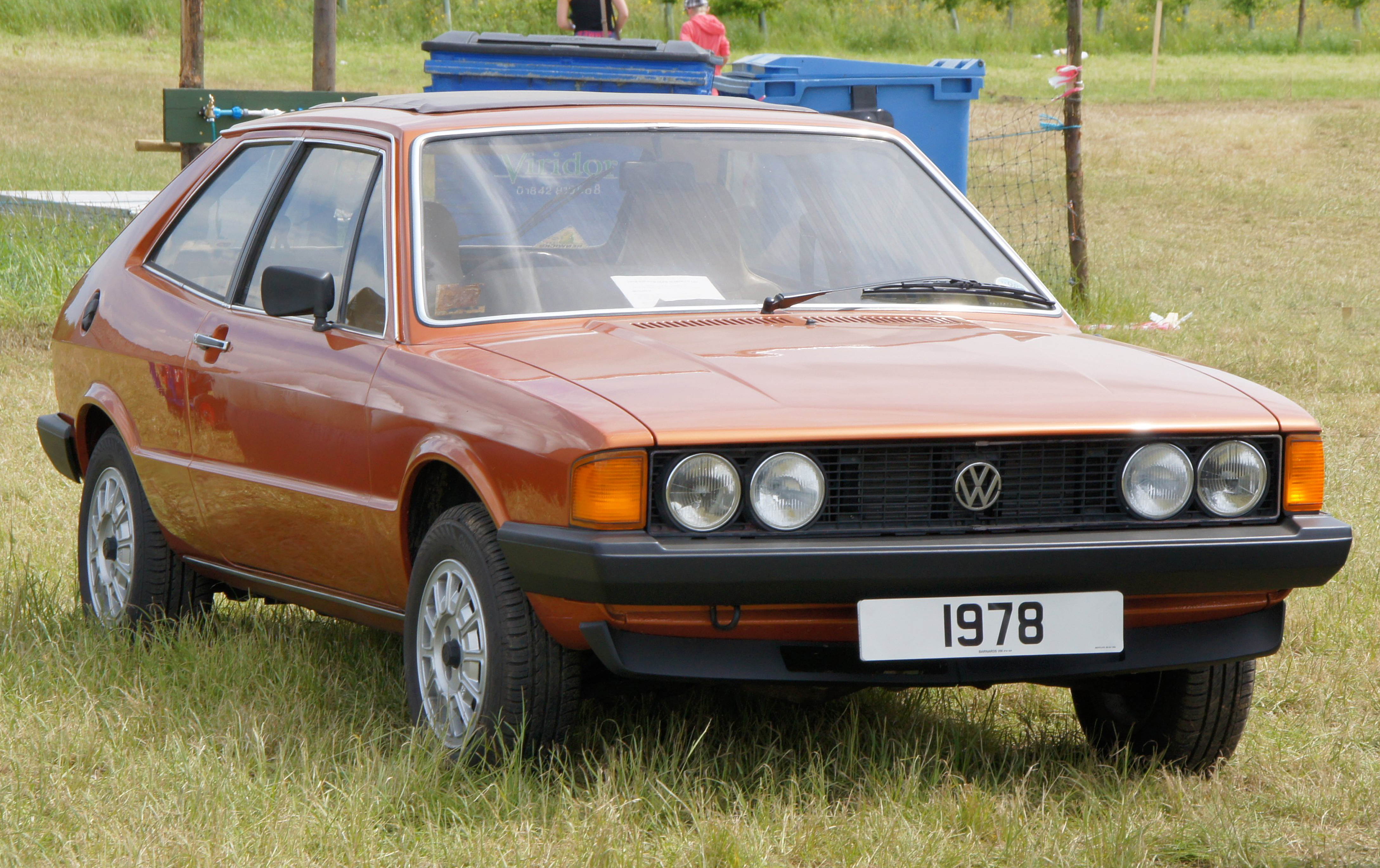
Scirocco restyling 1978

Il progetto 938 fu una tappa fondamentale nella storia della casa di Wolfsburg, perché destinato a sviluppare, dopo oltre 30 anni di produzione, un'erede per il noto Maggiolino e le sue derivate. Abbandonato lo schema con trazione posteriore e motore boxer raffreddato ad aria, montato a sbalzo sul retrotreno, la nuova media prevedeva, secondo le tendenze introdotte con la K70 del 1971 e la Passat del 1973, la trazione anteriore e motore raffreddato ad acqua montato all'avantreno. Contemporaneamente alla berlina (che si sarebbe poi chiamata Golf), venne subito prevista una versione coupé destinata, dopo il disimpegno della casa dal progetto 914, a rimpiazzare la Karmann Ghia.
Come per la berlina, la definizione della linea fu affidata a Giorgetto Giugiaro, che disegnò una coupé fastback con portellone posteriore e linea di cintura che saliva all'altezza del finestrino posteriore. La produzione e l'assemblaggio delle carrozzerie venne affidata alla Karmann.
La base meccanica della Scirocco, presentata nell'aprile del 1974 (quindi parecchi mesi prima della berlina) era quella, poi ripresa senza variazioni, dalla Golf. La trazione era anteriore, così come il motore, raffreddato a liquido e dotato di distribuzione monoalbero in testa. Il telaio, abbandonata la vecchia struttura a piattaforma, era di tipo portante (monoscocca), mentre le sospensioni erano a ruote indipendenti (MacPherson) davanti e a ruote interconnesse (semi-indipendenti) dietro. I freni anteriori erano a disco.
Al momento del lancio la Scirocco era disponibile in tre versioni: L con motore di 1093 cm³ a carburatore singolo (50 CV), LS con motore di 1457 cm³ a carburatore singolo (70 CV) e TS con motore di 1457 cm³ a carburatore doppio corpo (80 CV). Tutte avevano cambio manuale a 4 rapporti. Anche gli interni anticipavano componenti (plancia, sedili) della Golf. Nel 1976 venne lanciata la versione GLi, spinta dal motore di 1585 cm³ a iniezione da 110 CV della Golf GTi. 
Nel 1978, in occasione di un lieve restyling (paraurti in plastica, frecce e gruppi ottici posteriori rigati, mascherina modificata), la composizione della gamma venne modificata. La cilindrata di 1457 cm³ venne eliminata, al suo posto venne introdotto un 1272 cm³ da 60 CV (Scirocco GL) e un 1585 cm³ da 85 CV (Scirocco GLS). La 1600 a iniezione prese il nome GTi ed un allestimento più sportivo. Alla base rimaneva la L col motore 1100. La prima serie, che uscì di listino nel 1981, ebbe un buon successo (504.200 gli esemplari prodotti) e fece da apripista, precedendola sul mercato di alcuni mesi, alla Golf.

## Versioni prodotte
- Prima serie (1974-78)
  - Scirocco L (1093 cm³, 50 CV)
  - Scirocco LS (1457 cm³, 70 CV)
  - Scirocco TS (1457 cm³, 80 CV)
  - Scirocco GLi (1588 cm³, 110 CV)
- Prima serie restyling (1978-81)
  - Scirocco L (1093 cm³, 50 CV)
  - Scirocco GL (1272 cm³, 60 CV)
  - Scirocco GLS (1588 cm³, 85 CV)
  - Scirocco GTI (1588 cm³, 110 CV)